# La Roche-Vineuse
La Roche-Vineuse is een gemeente in het Franse departement Saône-et-Loire (regio Bourgogne-Franche-Comté). De plaats maakt deel uit van het arrondissement Mâcon. La Roche-Vineuse telde op 1 januari 2022 1.571 inwoners.

## Geografie
De oppervlakte van La Roche-Vineuse bedroeg op 1 januari 2022 11,96 vierkante kilometer; de bevolkingsdichtheid was toen 131,4 inwoners per km².

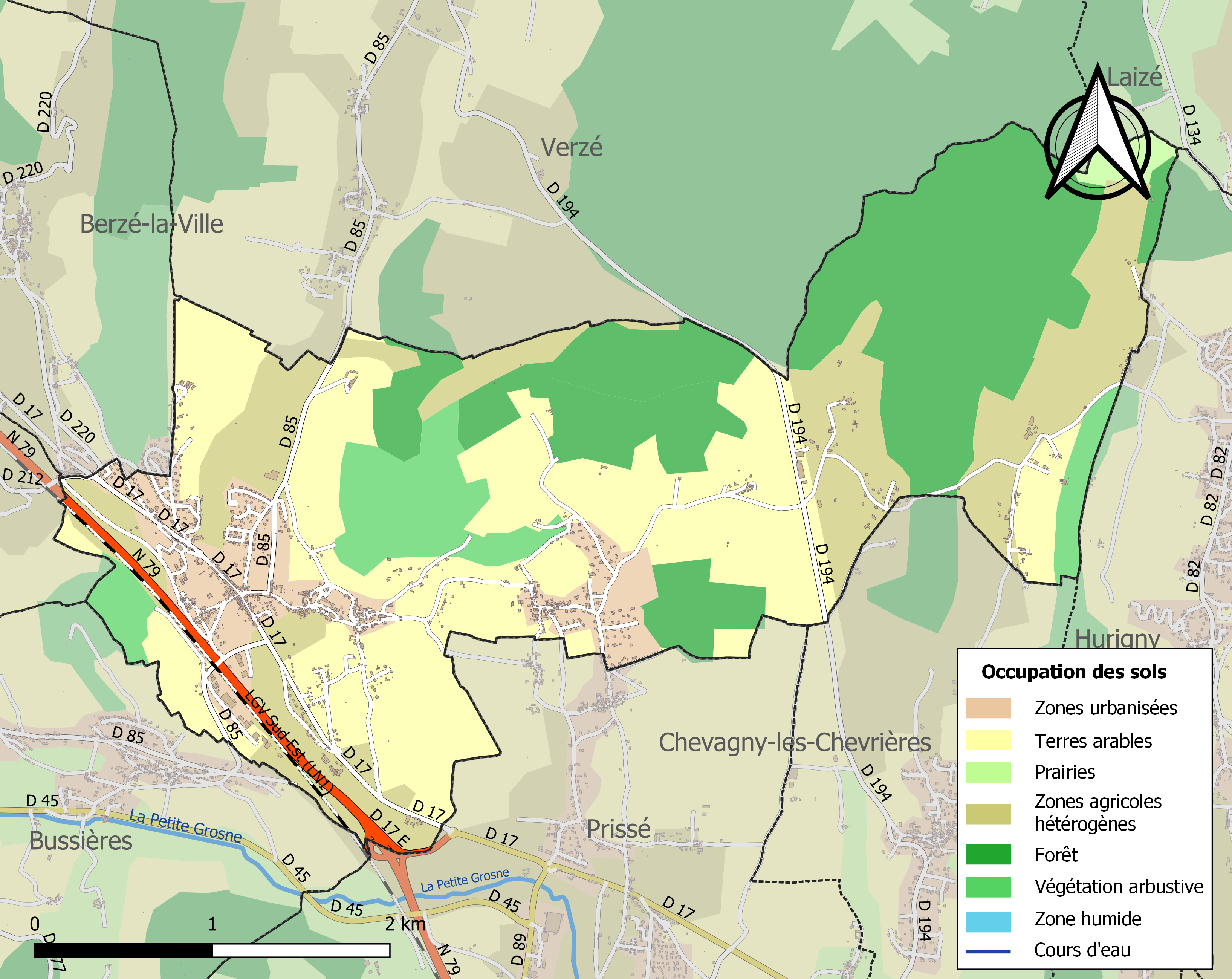
Kaart van de gemeente met de belangrijkste infrastructuur, bodemgebruik en omliggende gemeenten

## Demografie
Onderstaande figuur toont het verloop van het inwonertal (bron: INSEE-tellingen).